# Пордим
Пордим (болг. Пордим) — город в Болгарии. Находится в Плевенской области, входит в общину Пордим. Население составляет 2012 человек (2022).

## Политическая ситуация
Кмет (мэр) общины Пордим — Детелин Радославов Василев (независимый) по результатам выборов в правление общины.

## Персоналии
- Георгиев, Веселин Иванов — болгарский писатель, поэт, драматург.
- Радоев, Иван — болгарский писатель, поэт, драматург.